# Dương Xuân Hòa
Dương Xuân Hòa (sinh ngày 15 tháng 8 năm 1961) là một chính trị gia người Việt Nam, dân tộc Tày. Ông hiện là đại biểu Quốc hội Việt Nam khóa XIV nhiệm kì 2016-2021, thuộc đoàn đại biểu Quốc hội tỉnh Lạng Sơn, Phó Trưởng Đoàn chuyên trách Đoàn đại biểu Quốc hội tỉnh Lạng Sơn, Ủy viên Ủy ban Về các vấn đề xã hội của Quốc hội. Ông đã trúng cử đại biểu Quốc hội năm 2016 ở đơn vị bầu cử số 1, tỉnh Lạng Sơn gồm có các huyện: Bắc Sơn, Bình Gia, Văn Quan, Chi Lăng và Hữu Lũng.

## Xuất thân
Dương Xuân Hòa quê quán ở xã Tân Lập, huyện Bắc Sơn, tỉnh Lạng Sơn.
Ông hiện cư trú tại thành phố Lạng Sơn, tỉnh Lạng Sơn.

## Giáo dục
- Giáo dục phổ thông: 10/10
- Đại học Tổng hợp Sử
- Cử nhân Hành chính
- Cử nhân Kinh tế
- Cao cấp lí luận chính trị

## Sự nghiệp
Ông gia nhập Đảng Cộng sản Việt Nam vào ngày 28/10/1989.
Ông từng là đại biểu hội đồng nhân dân tỉnh Lạng Sơn nhiệm kỳ 2011-2016.
Khi ứng cử đại biểu Quốc hội Việt Nam khóa XIV vào tháng 5 năm 2016 ông đang là Tỉnh ủy viên, Ủy viên Đảng đoàn Hội đồng nhân dân tỉnh, Bí thư Chi bộ Văn phòng Đoàn đại biểu Quốc hội và Hội đồng nhân dân tỉnh; Chánh Văn phòng Đoàn đại biểu Quốc hội và Hội đồng nhân dân tỉnh; thành viên Ban Kinh tế và Ngân sách của Hội đồng nhân dân tỉnh Lạng Sơn, làm việc ở Văn phòng Đoàn đại biểu Quốc hội và Hội đồng nhân dân tỉnh Lạng Sơn, có bằng cao cấp lí luận chính trị.
Ông đã trúng cử đại biểu Quốc hội năm 2016 ở đơn vị bầu cử số 1, tỉnh Lạng Sơn gồm có các huyện: Bắc Sơn, Bình Gia, Văn Quan, Chi Lăng và Hữu Lũng, được 215.063 phiếu, đạt tỷ lệ 75,92% số phiếu hợp lệ.
Ông hiện là Tỉnh ủy viên, Phó Trưởng Đoàn chuyên trách Đoàn đại biểu Quốc hội tỉnh Lạng Sơn, Ủy viên Ủy ban Về các vấn đề xã hội của Quốc hội.
Ông đang làm việc ở Văn phòng Đoàn đại biểu Quốc hội tỉnh Lạng Sơn.